# Mimi et Mi
Mimi et Mi sont des mots japonais que l'on retrouve dans de nombreux noms liés au Japon ancien. Ils sont très courants dans les noms des membres de la famille royale. On les retrouve également dans les noms de dirigeants, de personnes et d'objets. . Mi peut signifier « esprit divin » et peut faire partie des noms de divinités. Par exemple, les termes Watatsumi et Ōyamatsumi signifient respectivement « esprit de la mer » et « esprit de la montagne » et tous deux utilisent la version 霊.
Les orthographes incluent Mimi (ミミ、耳、彌彌、美美)  et Mi (彌、見、美、海、看).
Dans les anciens textes historiques japonais comme Kojiki et Nihonshoki, les personnes portant Mi ou Mimi dans leur nom étaient souvent des dirigeants dans leur région. Par exemple, Kamotaketsunumi no Mikoto (en) régnait sur les régions d'Izumi et de Settsu, Kugamimi régnait sur la région de Tamba et Masakitsumimi régnait sur la région de Tajima et des chefs mineurs nommés Hatatsumi et Kijimatsumi sont mentionnés.
D'autres personnes avec ce terme dans leur nom sont Suga no Yatsumimi, Futemimi no Kami, Torimimi (ja), Tahiriki Shimarumi no Kami (ja), qui apparaissent dans le mythe Izumo du Kojiki. Amenohibara Oshinomi no Kami (ja) est également considéré comme un chef régional.
Certaines personnes portent des noms que les historiens pensent provenir du lieu qu'ils ont gouverné, ajoutés de Mi ou Mimi. Parmi ces personnes figurent Ikatomi du district d'Ika (en), province d'Omi (Ikatomi, peut-être Igatsuomi no Mikoto (ja)). Le nom à la japonaise de l'empereur Suizei, Kaunumakawamimi, et celui de son frère aîné, Kamuyaimimi, pourraient provenir des lieux appelés Kaunumakawa et Kamuyai.
Le chef de Toumakoku (en) s'appelait Mimi.

## MimietMidans les noms des sanctuaires
Mimi et Mi sont également présents dans les noms de plusieurs sanctuaires à travers le Japon comme Mimi-jinja (ja) dans la province de Wakasa, Suwa-taisha dans la province de Shinano, Ashizumi-jinja (ja) en Province d'Ōmi, Kayanarumi-jinja (ja) en Takaichi-gun, Province de Yamato, et Haniyamahimi-jinja (ja) en Miwa-gun Province d'Awa.

## MimietMidans les noms des clans
Ces termes apparaissent aussi dans certains noms d’anciens clans japonais, comme :
- Clan Azumi dont l'Oyagami était Watatsumi ;
- clan Hozumi (ja) dont l'Oyagami était Amenohoakari ;
- clan Wanizumi (en), qui est considéré de la même famille que le clan Wani (en) ;
- Clan Izumozumi, considéré comme de la même famille que les Clan Izumo ;
- Clan Tsuzumi (津積氏).

Voici quelques clans sans le son dans leurs noms, mais leurs ancêtres l'ont dans leurs noms :
- Clan Kamo - Okamotsumi (ja) ;
- clan Achi (ja) et Chichibu no Kuni no Miyatsuko (ja) - Uma-shimi -no-mikoto ;
- clan Kibi (en) - Misuki-tomo-mimi ;
- Kii no Kuni no Miyatsuko - Toyomimi-no-mikoto ;
- clan Hiokibe (ja) - Ame no Kushimi ;
- clan Nukatabe (ja) - Ame no Yukutomi ;
- clan Kume (ja) - Umashimimi.

## MimietMidans les noms de la lignée de la famille impériale
La lignée de Mimi et Mi peut être vue dans les noms des membres de la famille royale japonaise. Voici quelques-unes de ces personnes :
- Ame-no-oshihomimi le grande père de l'Empereur Jimmu[6] ;
- Tagishimimi (en) ;
- Kamuyaimimi ;
- Kamununakawamimi no Mikoto , nom japonais de l'Empereur Suizei ;
- Hikoyai (en) (n'apparaît pas dans Nihonshoki) ;
- Kisumimi no Mikoto (en) (n'apparaît pas dans Nihonshoki).

## Voir également
- Clan Yamato
- Clan Izumo
- Clan Aso
- Clan Owari
- Clan Tsumori
- Clan Amabé
- Clan Tanba
- Clan Urabe
- Clan Sarume
- Kii no Kuni no Miyatsuko
- Clan Munakata
- Clan Yagi